# Taufbecken Notre-Dame-de-l’Assomption (Ézanville)

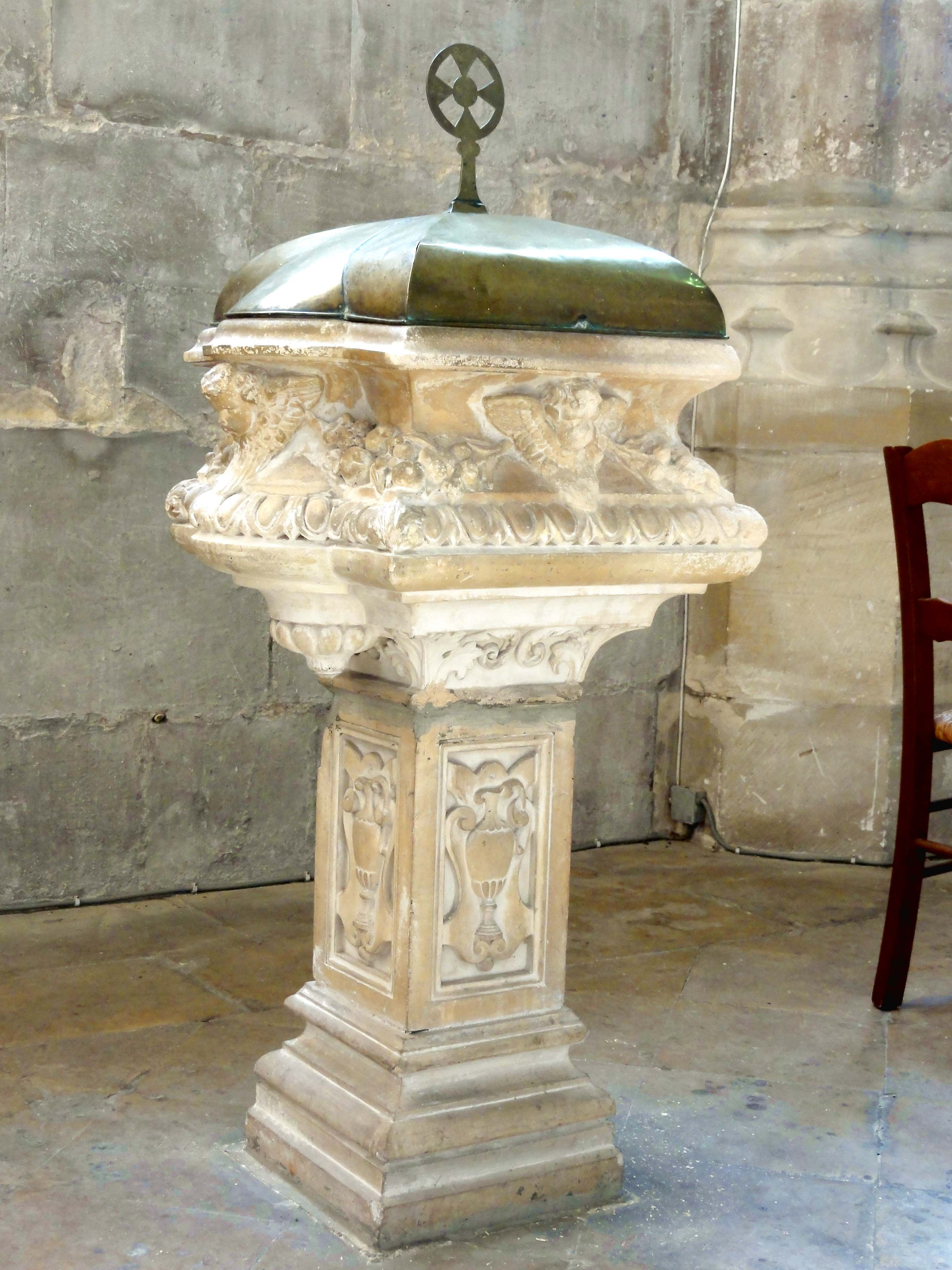
Taufbecken in Ézanville

Das Taufbecken in der Pfarrkirche Notre-Dame-de-l’Assomption in  Ézanville, einer französischen Gemeinde im Département Val-d’Oise in der Region Île-de-France, wurde im 17. Jahrhundert geschaffen. Das barocke Taufbecken besteht aus einem länglichen Sockel und dem darauf sitzenden Wasserbecken. Beide Teile sind aus weißem Marmor gefertigt und reich mit Reliefs verziert. Die kupferne Abdeckung wurde später hinzugefügt. 